# Ziemia (rocznik)
Ziemia – rocznik poświęcony tematyce krajoznawczej. Wydawany w Warszawie (w latach 1910–1947, 1949–1950, 1965–obecnie) oraz w Krakowie (1947–1949, 1956–1958). Jako organ Polskiego Towarzystwa Krajoznawczego od 1926 roku, a od roku 1950 Polskiego Towarzystwa Turystyczno-Krajoznawczego.

## Historia

### Powstanie czasopisma Ziemia
Inicjatorem powstania pisma był Kazimierz Kulwieć, wiceprezes Polskiego Towarzystwa Krajoznawczego. Koncesje na jego wydanie uzyskał prywatnie od władz carskich. Zespół redakcyjny (w latach 1910–1914) tworzyli: Kazimierz Kulwieć – redaktor, wydawca; Stanisław Thugutt – sekretarz redakcji; Mikołaj Wisznicki – ilustrator, kierownik artystyczny pisma.

### Ziemia jako organ PTK
Pierwszy numer tygodnika „Ziemia” wydano 1 stycznia 1910 roku. Czasopismo ukazywało się w tej formie do wybuchu I wojny światowej. W dużej mierze była to zasługa państwowego dofinansowania wydawnictwa ze środków Ministerstwa Wyznań Religijnych i Oświecenia Publicznego, z którego korzystano do 1926 roku.
Decyzją walnego zebrania członków PTK z 27 lutego 1910 roku podjęto uchwałę o uznaniu „Ziemi” jako organ PTK, faktu tego nie uwzględniono jednak w szacie graficznej czy stopce.
Po zakończeniu wojny w 1919 roku wznowiono cykl wydawniczy i systematycznie wydawano (jako dwumiesięcznik w 1919 roku, miesięcznik w latach 1922–1925, dwutygodnik w latach 1926–1931) do wybuchu kolejnej tym razem II wojny światowej. W 1946 roku wznowiono wydawanie czasopisma i do 1950 roku wydawane ono było jako miesięcznik.
„Ziemia” w swym programie nigdy nie była zamknięta jedynie w granicach administracyjnych Królestwa Polskiego. Publikowano artykuły dotyczące np. osobliwości przyrodniczych czy krajoznawcze wiadomości z Finlandii, Szwajcarii. Artykuły szeroko opisywały metodykę krajoznawczą. Celem było gromadzenie danych, zbieranie informacji oraz ich upowszechnianie wśród całego społeczeństwa.

### Ziemia jako organ PTTK
Po utworzeniu PTTK, w skład którego weszło m.in. PTT i PTK zaprzestano wydawać miesięcznik. Wójcik wiąże ten fakt nie tylko z zamierzeniem tworzenia nowego pisma w powstałej organizacji zwanej w skrócie PTTK, ale także presją polityczną, ukierunkowaną na zrywanie z tradycjami Polski międzywojennej. Wznowienie wydawania pisma przez środowisko warszawskich krajoznawców okazało się niemożliwe mimo licznych prób. Na fali przemian „października 1956” podjęte w Krakowie zabiegi zakończyły się sukcesem („Ziemię” wydawano w latach 1956–1958). W 1965 roku po kilku latach przerwy redakcja przeniesiona została na powrót do Warszawy. W latach 1965–1985 „Ziemia” wydawana była regularnie jako rocznik (wyjątkiem były lata 1973–1974, 1975–1976 kiedy ukazały się po 2 numery w roku). Nad wydawnictwem pieczę sprawowali przewodniczący komitetu redakcyjnego oraz redaktor naczelny. Od 1990 roku dla opracowywanych roczników powoływana jest rada programowa „Ziemi”. Roczniki wydawane są bardzo nieregularnie. Przerwy w wydawaniu „Ziemi” wiązały się głównie z przyczynami ekonomicznymi. Pomiędzy 1956 a 2010 rokiem „Ziemia” ukazywała się m.in. jako miesięcznik, rocznik.

## Cykl wydawniczy „Ziemi”
- tygodnik 1910–1914
- dwutygodnik 1926–1931
- miesięcznik 1920 (6 numerów), 1922–1925, 1932–1939, 1946 (9 numerów), 1947–1950, 1956–1958
- dwumiesięcznik 1919 (3 numery)
- 2 numery w roku 1973–1974, 1975–1976, 2000
- rocznik 1965–1972, 1977–1985, 1990, 1998–1999, 2001–2003, 2006, 2010, 2013, 2016, 2018–2024

## Redaktorzy naczelni
- 1910–1914 Kazimierz Kulwieć[4]
- 1919–1920 Edward Maliszewski[potrzebny przypis]
- 1922–1926 Kazimierz Kulwieć[5]
- 1926–1927 Aleksander Janowski[6]
- 1928–1930 Regina Danysz-Fleszarowa[7]
- 1930–1931 Konrad Górski[8]
- 1931–1932 Jerzy Remer[8]
- 1932–1933 Aleksander Janowski[9]
- 1933–1939 Aleksander Patkowski[10]
- 1946–1947 Stanisław Lenartowicz[11]
- 1947–1949 Franciszek Uhorczak[11]
- 1949–1950 Stanisław Leszczycki, następnie Marek Arczyński (obaj p.o. redaktora naczelnego)[11]
- 1956–1958 Przemysław Burchard; przewodniczący komitetu redakcyjnego: Marek Sobolewski[12][13][14]
- 1965 Przemysław Burchard, Maria Irena Mileska – przewodnicząca komitetu redakcyjnego w latach 1965–1977[15]
- 1966 Marian Sobański[potrzebny przypis]
- 1967 Bronisław Siadek[potrzebny przypis]
- 1968–1974 Zbigniew Tomkowski[potrzebny przypis]
- 1975–1976 brak informacji na stronie redakcyjnej tomu
- 1978–1990 Janusz Żmudziński – redaktor naczelny, Tadeusz Rycerski, przewodniczący komitetu redakcyjnego[15]
- 1990, 1998, 1999, 2000 (2 numery), 2001, 2002 Janusz Bogdanowski, przewodniczący rady programowej[15]
- 1999–2003 Franciszek Midura, przewodniczący zespołu redakcyjnego[16]
- 2006–2018 Andrzej Gordon – redaktor naczelny, Elżbieta Matusiak-Gordon – redaktor od 1999 r.[16]
- 2019–2023 Jacek Potocki[17]
- 2023– Józef Partyka[18]

## Wydawcy
- Kazimierz Kulwieć 1910–1914 oraz nr 33–35 z roku 1919
- Polskie Towarzystwo Krajoznawcze nr 36–43 z lat 1919–1950
- Polskie Towarzystwo Turystyczno-Krajoznawcze od 1951 roku

## Nagroda „Ziemi”
W 2010 roku minęło 100 lat od pierwszego wydania „Ziemi” (miało to miejsce 1 stycznia w 1910 roku w Warszawie). Z tej okazji podczas VI Kongresu Krajoznawstwa Polskiego odbywającego się w Olsztynie wręczono pierwszy raz „Nagrodę Ziemi”. Nagroda to dyplom oraz grafika lub akwarela, stworzone dla każdego indywidualnie przez artystę Józefa Jurczyszyna.
Wręczone podczas VI Kongresu Krajoznawstwa Polskiego w Olsztynie 10–12 września 2010
- Stefan Bratkowski – za konsekwencję w zmuszaniu do nowoczesnego myślenia o powinnościach Polaków i popularyzację polskich tradycji nauki, techniki i gospodarowania.
- Kazimierz Kutz – za serdeczne i stałe kształtowanie tożsamości Śląska.
- Barbara Wachowicz – za cudowne literackie wiązanie z polskimi tradycjami i wielkie lekcje powinności wobec Polski.
- Wojciech Nowakowski – za twórcze zakorzenienia w polskim krajobrazie i za ciągłe odkrywanie naszych krajoznawczych skarbów.
- Rodzina Rydlów – za utrwalanie polskiej tradycji literackiej i tysiące mądrych lekcji narodowego dziedzictwa.
- Krzysztof Wolfram – za otworzenie innych na znaczenie i skarby Zielonych Płuc Polski.
- Jerzy Jasiuk – za stałą inicjatywność w popularyzacji historycznej i współczesnej polskiej myśli technicznej i naukowej.
- Ruch Stowarzyszeń Regionalnych Rzeczypospolitej Polskiej – za mądre kształtowanie tożsamości regionalnej oraz wierności tradycjom.

Wręczone podczas XVIII Walnego Zjazdu PTTK w Warszawie 14 września 2013
- Kazimierz Denek – za wybitny wkład w kształtowanie wychowawczych funkcji krajoznawstwa.
- Alicja Gotowt-Jeziorska – za wieloletnią dbałość o stan polskiej przyrody i krajobrazu.
- Lechosław Herz – za przepięknie opiewanie Mazowsza i Tatr.
- Włodzimierz Łęcki – za wieloletnią działalność krajoznawczą i stworzenie Kanonu Krajoznawczego Polski.
- Tadeusz Martusewicz – za wieloletnią aktywność w sferze ochrony zabytków oraz utworzenie Panteonu PTTK.
- Franciszek Midura – za wieloletnią owocną troskę o stan dziedzictwa kulturowego w Polsce.
- Paweł Pierściński – za wybitny wkład w kształtowanie polskiej fotografii krajoznawczej.
- Czesław Skonka[22] – za wieloletnią działalność krajoznawczą i walny udział w stworzeniu Muzeum Hymnu Narodowego.
- Wanda Skowron[23] – za kształtowanie znaczenia pamięci w polskim Towarzystwie Turystyczno-Krajoznawczym.
- Tadeusz Sobieszek[24] – za wieloletnie twórcze rozwijanie kolekcjonerstwa krajoznawczego.
- Tadeusz Stefański – za piękne kształtowanie polskiego przewodnictwa turystycznego.
- Janina i Zbigniew[25] Twarogowie – za udowadnianiem pracą wierności ideom polskiego krajoznawstwa.
- Edward Wieczorek – za mądre upowszechnianie tradycji Śląska.

Wręczone podczas XIX Walnego Zjazdu PTTK w Warszawie 15 września 2017
- Stefan Jakubowski – za troskę o prawdę i tradycję chrześcijańską w Beskidach oraz za opiekę nad Groniem Jana Pawła II
- Anna Kirchner – za konsekwentne kultywowanie tradycji Podlasia, a szczególnie współtworzenie „Wigilii na Podlasiu”
- Bogdan Kucharski – za piśmiennictwo krajoznawcze o Wielkopolsce i Pomorzu Zachodnim oraz za czuwanie nad trwałością więzi publicystów krajoznawczych
- Pola Kuleczka – za permanentną edukację krajoznawczą studentów oraz popularyzację literackich ścieżek w turystyce
- Włodzimierz Majdewicz – za serdeczną dbałość o pamięć narodową i wspierającą ją twórczość plastyczną
- Henryk Miłoszewski[27] – za tworzenie systemu krajoznawczego poznawania Kujaw i Pomorza
- Maria i Przemysław Pilichowie – za piękno w twórczym ukazywaniu walorów turystycznych Polski
- Józef Partyka – za wymyślenie i rozwijanie systemu sympozjów „Mijające krajobrazy Polski” oraz wieloletnie zespalanie polskich krajoznawców
- Andrzej Wasilewski – za znakomite wiązanie polskich tradycji krajoznawczych ze współczesnością szczególnie wśród młodzieży
- Alicja[28] i Ryszard Wrzoskowie – za tworzenie koncepcji utrwalania pamięci i tożsamości Pomorza: Kaszub, Kociewia, Pobrzeża Gdańskiego i Słowińskiego oraz Żuław Wiślanych